# Chalcosyrphus chrysopressa
Chalcosyrphus chrysopressa är en tvåvingeart som först beskrevs av Hull 1941. Chalcosyrphus chrysopressa ingår i släktet mulmblomflugor, och familjen blomflugor.
Artens utbredningsområde är Panama. Inga underarter finns listade i Catalogue of Life.